# Dihidrexidina
La dihidrexidina (abreviado DAR-0100) es un agonista total moderadamente selectivo de los receptores dopamina D1 y receptores dopamina D5. Tiene una selectividad de aproximadamente 10 veces para D1 y D5 que para el receptor D2. Aunque la dihidrexidina tiene cierta afinidad por el receptor D2, tiene una señalización D2 funcionalmente selectiva (altamente sesgada), lo que explica por qué carece de cualidades conductuales de agonista D2.

## Enfermedad de Parkisnon
La dihidrexidina ha mostrado notables efectos antiparkinsonianos en el modelo de primates, por lo que se ha investigado para el tratamiento de la enfermedad de Parkinson. 
La dihidrexidina fue el primer agonista del receptor de dopamina D1 que tuvo esa potencia en actividad antiparkinsoniana en un modelo primate para la enfermedad de Parkinson.
Un enantiómero de la dihidrexidina, abreviado DAR-0100A, mejora los síntomas motores de la enfermedad de Parkinson, mostrando un aumento de la perfusión en varias regiones cerebrales. En un ensayo clínico inicial, el fármaco se administró por vía intravenosa donde se vio que provocó hipotensión profunda, por lo que se detuvo su desarrollo. El fármaco volvió a centros de investigación cuando aparecieron evidencias que las dosis subcutáneas más pequeñas eran seguras. Esto condujo a un estudio piloto en su aplicación en la esquizofrenia, así como ensayos clínicos para evaluar su eficacia en la mejora de los déficits de memoria cognitiva y de trabajo en individuos con esquizofrenia y el trastorno esquizotípico.